# Hardtwald zwischen Karlsruhe und Muggensturm
Das FFH-Gebiet Hardtwald zwischen Karlsruhe und Muggensturm ist ein im Jahr 2005 durch das Regierungspräsidium Karlsruhe nach der Richtlinie 92/43/EWG (Fauna-Flora-Habitat-Richtlinie) angemeldetes Schutzgebiet (Schutzgebietskennung DE-7116-341) im deutschen Bundesland Baden-Württemberg. Mit Verordnung des Regierungspräsidiums Karlsruhe zur Festlegung der Gebiete von gemeinschaftlicher Bedeutung vom 12. Oktober 2018 (in Kraft getreten am 11. Januar 2019), ausgewiesen.

## Lage
Das zusammenhängende rund 2.174 Hektar große FFH-Gebiet gehört zum Naturraum 223-Hardtebenen innerhalb der naturräumlichen Haupteinheit 22-Nördliches Oberrheintiefland. Es liegt zwischen Karlsruhe und Muggensturm und erstreckt sich über die Markungen von sechs Städten und Gemeinden.
- Stadtkreis Karlsruhe: 217,4129 ha = 10 %

Landkreis Karlsruhe:
- Ettlingen: 260,8955 ha = 12 %
- Malsch: 369,602 ha = 17 %
- Rheinstetten: 934,8757 ha = 43 %

Landkreis Rastatt:
- Bietigheim: 217,4129 ha = 10 %
- Durmersheim: 152,189 ha = 7 %

## Beschreibung und Schutzzweck
Es handelt sich um das größte zusammenhängende Waldgebiet auf Flugsand und Binnendünen im Verdichtungsraum Karlsruhe mit großflächigen Eichen- und Eichen-Hainbuchenwäldern und daran angepassten Tiergesellschaften. Im Gebiet besteht eine Kiesgrube mit reicher Submersvegetation. Der Hardtwald ist ein traditionelles Waldgebiet mit den historischen Waldnebennutzungen wie Schweinemast, Streuentnahme usw., außerdem ein traditioneller Erholungswald. Bedeutendstes Gebiet für den Ziegenmelker in Baden-Württemberg.

### Lebensraumklassen
(allgemeine Merkmale des Gebiets) (prozentualer Anteil der Gesamtfläche)
Angaben gemäß Standard-Datenbogen aus dem Amtsblatt der Europäischen Union
|                                                |                                                |  |      |      |
| N10 – Feuchtes und mesophiles Grünland         | N10 – Feuchtes und mesophiles Grünland         |  | 3 %  | 3 %  |
| N16 – Laubwald                                 | N16 – Laubwald                                 |  | 39 % | 39 % |
| N17 – Nadelwald                                | N17 – Nadelwald                                |  | 17 % | 17 % |
| N19 – Mischwald                                | N19 – Mischwald                                |  | 36 % | 36 % |
| N21 – Nicht-Waldgebiete mit hölzernen Pflanzen | N21 – Nicht-Waldgebiete mit hölzernen Pflanzen |  | 3 %  | 3 %  |
| N23 – Sonstiges                                | N23 – Sonstiges                                |  | 2 %  | 2 %  |
|                                                |                                                |  |      |      |

### Lebensraumtypen
Gemäß Anlage 1 der Verordnung des Regierungspräsidiums Karlsruhe zur Festlegung der Gebiete von gemeinschaftlicher Bedeutung (FFH-Verordnung) vom 12. Oktober 2018 kommen folgende Lebensraumtypen nach Anhang I der FFH-Richtlinie im Gebiet vor:
| EU Code | Lebensraumtyp (offizielle Bezeichnung)                                                                          | Kurzbezeichnung                              | Hektar |
| ------- | --- | -------------------------------------------- | ------ |
| 3260    | Flüsse der planaren bis montanen Stufe mit Vegetation des Ranunculion fluitantis und des Callitricho-Batrachion | Fließgewässer mit flutender Wasservegetation | 0,68   |
| 9110    | Hainsimsen-Buchenwald (Luzulo-Fagetum)                                                                          | Hainsimsen-Buchenwald                        | 203,91 |
| 9190    | Alte bodensaure Eichenwälder auf Sandebenen mit Quercus robur                                                   | Bodensaure Eichenwälder auf Sandebenen       | 10,31  |

### Zusammenhängende Schutzgebiete
Das FFH-Gebiet besteht aus sieben Teilgebieten. Es ist teilweise deckungsgleich mit den Landschaftsschutzgebieten 2.12.015 Südliche Hardt, 2.15.015-Hardtwald südlich von Karlsruhe und 2.15.055-Hardtwald bei Ettlingen und Rheinstetten. Innerhalb des Gebiets liegen Teile des Naturschutzgebiets 2203-Allmendäcker.